# ماريون مورغان
ماريون مورغان (بالإنجليزية: Marion Morgan)‏ هي عازفة الجاز وملحنة ومغنية مؤلفة أمريكية، ولدت في 14 ديسمبر 1923.